# Precis boisduvali
Precis boisduvali är en fjärilsart som beskrevs av Otto Staudinger 1885. Precis boisduvali ingår i släktet Precis och familjen praktfjärilar. Inga underarter finns listade i Catalogue of Life.